# Julija Pisarenka
Julija Uładzimirauna Pisarenka (błr. Юлія Уладзіміраўна Пісарэнка ;ur. 1996) – białoruska zapaśniczka walcząca w stylu wolnym. Zajęła piętnaste miejsce na mistrzostwach świata w 2021.
Piąta na mistrzostwach Europy w 2021. Brązowa medalistka MŚ wojskowych w 2023 roku.